# Natação artística no Campeonato Europeu de Esportes Aquáticos de 2022 - Rotina livre solo feminino
A prova da rotina livre solo feminino da natação artística no Campeonato Europeu de Esportes Aquáticos de 2022 ocorreu entre os dias 11 e 14 de agosto no Foro Italico, em Roma na Itália. 

## Calendário
| Fase       | Data         | Hora  |
| ---------- | ------------ | ----- |
| Preliminar | 11 de agosto | 09:30 |
| Final      | 14 de agosto | 09:30 |

Todos os horários estão no horário local (UTC+1)

## Medalhistas
| Ouro                | Prata               | Bronze                   |
| Marta Fiedina (UKR) | Linda Cerruti (ITA) | Vasiliki Alexandri (AUT) |

## Resultados
Esses foram os resultados da competição.
| Pos.              | Nadadora             | Nacionalidade | Preliminar | Preliminar | Final         | Final         |
| Pos.              | Nadadora             | Nacionalidade | Pontos     | Pos.       | Pontos        | Pos.          |
| ----------------- | -------------------- | ------------- | ---------- | ---------- | ------------- | ------------- |
| Medalha de ouro   | Marta Fiedina        | Ucrânia       | 94.0000    | 1          | 94.6333       | 1             |
| Medalha de prata  | Linda Cerruti        | Itália        | 91.3000    | 2          | 92.1000       | 2             |
| Medalha de bronze | Vasiliki Alexandri   | Áustria       | 90.3333    | 4          | 91.8333       | 3             |
| 4                 | Evangelia Platanioti | Grécia        | 91.0667    | 3          | 90.6000       | 4             |
| 5                 | Eve Planeix          | França        | 88.1667    | 5          | 89.0333       | 5             |
| 6                 | Marlene Bojer        | Alemanha      | 83.6667    | 6          | 85.1667       | 6             |
| 7                 | Polina Prikazchikova | Israel        | 82.4333    | 8          | 83.8333       | 7             |
| 8                 | Ilona Fahrni         | Suíça         | 82.5333    | 7          | 82.8000       | 8             |
| 9                 | Robyn Swatman        | Reino Unido   | 80.7667    | 9          | 82.1667       | 9             |
| 10                | Maria Alavidze       | Geórgia       | 80.5000    | 10         | 81.3000       | 10            |
| 11                | Jasmine Verbena      | San Marino    | 80.1333    | 11         | 81.2000       | 11            |
| 12                | Viktória Reichová    | Eslováquia    | 77.4667    | 12         | 78.2333       | 12            |
| 13                | Aleksandra Atanasova | Bulgária      | 76.1000    | 13         | Não avançaram | Não avançaram |
| 14                | Karolína Klusková    | Chéquia       | 75.5333    | 14         | Não avançaram | Não avançaram |
| 15                | Klara Šilobodec      | Croácia       | 74.3333    | 15         | Não avançaram | Não avançaram |
| 16                | Szabina Hungler      | Hungria       | 74.2667    | 16         | Não avançaram | Não avançaram |
| 17                | Sofija Džipković     | Sérvia        | 73.6000    | 17         | Não avançaram | Não avançaram |
| 18                | Ece Üngör            | Turquia       | 72.3667    | 18         | Não avançaram | Não avançaram |
| 19                | Clara Ternström      | Suécia        | 72.1000    | 19         | Não avançaram | Não avançaram |
| 20                | Pinja Kekki          | Finlândia     | 71.6667    | 20         | Não avançaram | Não avançaram |
| 21                | Nika Seljak          | Eslovênia     | 70.1667    | 21         | Não avançaram | Não avançaram |
| 22                | Ana Culic            | Malta         | 68.6000    | 22         | Não avançaram | Não avançaram |